# Grecav
Grecav était un constructeur italien d'automobiles et de machines  agricoles de Gonzaga, dans la province de Mantoue. L'entreprise avait produit, entre autres, des véhicules automobiles légers. L'entreprise a été fondée en 1964 par Cav. Bruno Grespan par la fusion de deux sociétés; Fratelli Grespan Snc (fondée en 1956) et Cavalletti Snc (fondée en 1922), en 2013, elle a été déclarée en faillite par le tribunal de Mantoue.